# Collège Holland

Le Collège Holland est le collège communautaire pour la province canadienne de l'Île-du-Prince-Édouard (ÎPÉ).  Son nom vient de l'ingénieur et arpenteur de l'armée britannique, le capitaine Samuel Holland. Il fut créé par l'Assemblée législative de l'Île-du-Prince-Édouard en 1969, par des réformes de l'éducation mise en œuvre par le Plan de développement de l'Île-du-Prince-Édouard qui causât la fermeture des deux institutions d'études supérieures de la province dirigées par les religions, Université St Dunstan et Collège Prince of Wales et la création de l'Université de l'Île-du-Prince-Édouard (UPEI) et le collège Holland.

## Différents campus
- Campus West Prince
- Centre aérospatiale (Summerside) - au Parc Slemon
- Académie policière de l'Atlantique (Summerside) - au Parc Slemon
- Camous Prince of Wales (Charlottetown)
- Centre Dalton (Tignish)
- Centre East Prince pour apprendre et travailler (Summerside)
- Centre Georgetown (Georgetown)
- Centre d'entraînement marin (Summerside)
- Centre Montague (Montague)
- Centre du pouvoir moteur (Summerside) - au Parc Slemon
- Centre de royalties (Charlottetown)
- Centre Souris (Souris)
- Campus du bord de mer de Summerside
- Centre de Tourisme et Culinaire (Charlottetown) - incluant l'Institut Culinaire Canadien

## Programmess
Le collège Holland offre une grande variété de programmes éducatifs.

## Bouses
Le collège offre environ 200 000 $ en bourses d'études pour les étudiants éligibles. En 2010, le collège se joint au Project Hero, un programme de bourses fondé par le Général (à la retraite) Rick Hillier et d'autres personnes pour les familles de membres tombés des Forces canadiennes.